# Aidanhal, Lingsugur
Aidanhal là một làng thuộc tehsil Lingsugur, huyện Raichur, bang Karnataka, Ấn Độ.